# روبن د اسیلوا
روبن د اسیلوا (انگلیسی: Rubén da Silva؛ زادهٔ ۱۱ آوریل ۱۹۶۸) بازیکن سابق فوتبال اهل اروگوئه است که در پست مهاجم بازی می‌کرد. او برای چندین باشگاه در اروگوئه، آرژانتین، اسپانیا، ایتالیا و مکزیک بازی کرد.
وی همچنین در تیم ملی فوتبال اروگوئه بازی کرده‌است.